# Назім Ібрагімов
Назім Гусейн огли Ібрагімов (азерб. Nazim Ibrahimov Hüseyn oğlu; 23 грудня 1963) — азербайджанський дипломат. Надзвичайний і Повноважний Посол Азербайджану в Україні.

## Біографія
Народився в 23 грудня 1963 році в Нахічевані. У 1985 закінчив Азербайджанський політехнічний інститут, машинобудівний факультет.
З 1985 по 1986 — інженер Нахічеванського електротехнічного заводу.
З 1986 по 1991 — комсомольський працівник.
З 1991 по 1996 — директор компанії «Супутник ЛТД».
У березні 1997 року був призначений послом Азербайджанської Республіки в Києві (Україна). З вересня 1997 року він також був послом у Молдові та Польщі, а з лютого 1999 року послом у Білорусі. У 2000 році він був обраний членом Національних зборів Азербайджану і членом азербайджанської делегації в Парламентській асамблеї Ради Європи до вересня 2002 року. 5 липня 2002 він був призначений головою Державного комітету із роботи з азербайджанцями, які проживають за кордоном. На 19 листопада 2008 був призначений головою Державного комітету по роботі з діаспорою. Він є також членом Міжнародного громадського об'єднання з управління людськими ресурсами.